# Renata Cavalleiro
Renata Cavalleiro (Rio de Janeiro) é uma bodyboarder brasileira.
Apesar de ter começado tarde, aos 23 anos, tem promovido grandes avanços pelo bodyboard feminino no Brasil. Ela é criadora do website "Garotas Bodyboarders", único no Brasil com um conteúdo especializado para a categoria feminina no bodyboard.
Junto ao seu marido, o também bodyboarder Julio Cavalleiro, e as irmãs Isabela e Mariana Nogueira, Renata organizou o Circuito Kpaloa Musas do Bodyboarding. O Circuito se tornou um marco para o bodyboard feminino, que andava precisando de um bom estímulo, já que muitas atletas estavam abandonando o esporte. A primeira etapa reuniu mais de 100 inscrições, e isso trouxe muitas atletas de volta, além de ter revelado novos talentos e colocado o bodyboard na mídia novamente, através de matérias em jornais e reportagens na TV.

Suas principais conquistas: 11º do ranking mundial 2009, campeã mundial amadora 2008, campeã do circuito Copa Rio 2008, campeã amadora do Kpaloa Musas 2007 e vice em 2006, campeã amadora do Circuito Paulista 2005 e vice em 2006, vice-campeã do Circuito Macaense 2005, terceira colocada na Copa Mundial Amadora 2004, 4ª colocada no ranking carioca em 2003 e 2005.

Viagens internacionais: Peru, México (Puerto Escondido), Ilhas Canárias, Venezuela, Portugal, Indonésia